# Charlie Baker
Charles Duane "Charlie" Baker, Jr., född 13 november 1956 i Elmira i New York, är en amerikansk republikansk politiker. Han var Massachusetts guvernör från 2015 till 2022.
Baker besegrade demokraten Martha Coakley i guvernörsvalet i Massachusetts 2014.
I flera olika opinionsundersökningar under 2018 har Baker visat sig vara den mest populära guvernören i USA.
I december 2021 meddelade Baker att han inte skulle kandidera för omval år 2022.
Den 22 juni 2018 anklagades Bakers son för sexuella övergrepp på en kvinna på ett JetBlue-flyg. Följande vecka, svarade Baker på frågor angående händelsen och uppgav att hans son kommer att samarbeta med utredningen.